# Tommaso da Tortona
Tommaso da Tortona (... – Ferrara, 3 maggio 1385) è stato un giurista italiano.
Giureconsulto alle dipendenze del marchese di Ferrara Niccolò II d'Este, nel 1377 divenne consigliere in materia di tassazione del marchesato. A causa della sua durissima politica fiscale a vantaggio della famiglia estense, il 3 maggio 1385 avvenne in città una sollevazione popolare. Nonostante il marchese Niccolò si prodigasse per sedare i tumulti, Tommaso venne consegnato alla folla che fece scempio del cadavere. I governanti, che videro l'azione come ammonimento e debolezza nei confronti del popolo, per garatirsi la loro sicurezza, iniziarono nel dicembre 1385, l'edificazione della loro fortezza-castello, sotto la direzione dell'architetto militare Bartolino da Novara.